# Holothrix aphylla
Holothrix aphylla là một loài thực vật có hoa trong họ Lan. Loài này được (Forssk.) Rchb.f. mô tả khoa học đầu tiên năm 1881.